# Northwestern Air
Northwestern Air Lease Ltd., діюча як Northwestern Air — канадська авіакомпанія місцевого значення зі штаб-квартирою в місті Форт-Сміт (Північно-Західні Території).
Аеропортом базування перевізника є Аеропорт Форт-Сміт, основними пунктами призначення — Міжнародний аеропорт Едмонтон, Міжнародний аеропорт Келоуна, Аеропорт Гранде-Прейрі і Аеропорт Йеллоунайф.

## Історія
Авіакомпанія була заснована в 1965 році як авіаційна лізингова фірма й почала операційну діяльність у 1968 році.
У 1984 році Northwestern Air отримала дозвіл на виконання регулярних пасажирських перевезень.
Авіакомпанія знаходиться у приватній власності сім'ї Гарольд. Станом на березень 2007 року в штаті перевізника працювало 45 співробітників.

## Маршрутна мережа
У грудні 2009 року маршрутна мережа авіакомпанії Northwestern Air охоплювала наступні аеропорти:
- Альберта
  - Едмонтон — Міжнародний аеропорт Едмонтон
  - Форт-Макмюррей — Аеропорт Форт-Макмюррей
  - Ред-Дір — Регіональний аеропорт Ред-Дір
  - Колд-Лейк — Аеропорт Колд-Лейк
- Північно-Західні Території
  - Форт-Сміт — Аеропорт Форт-Сміт
  - Йеллоунайф — Аеропорт Йеллоунайф
  - Хей-Рівер — Аеропорт Хей-Рівер

## Флот

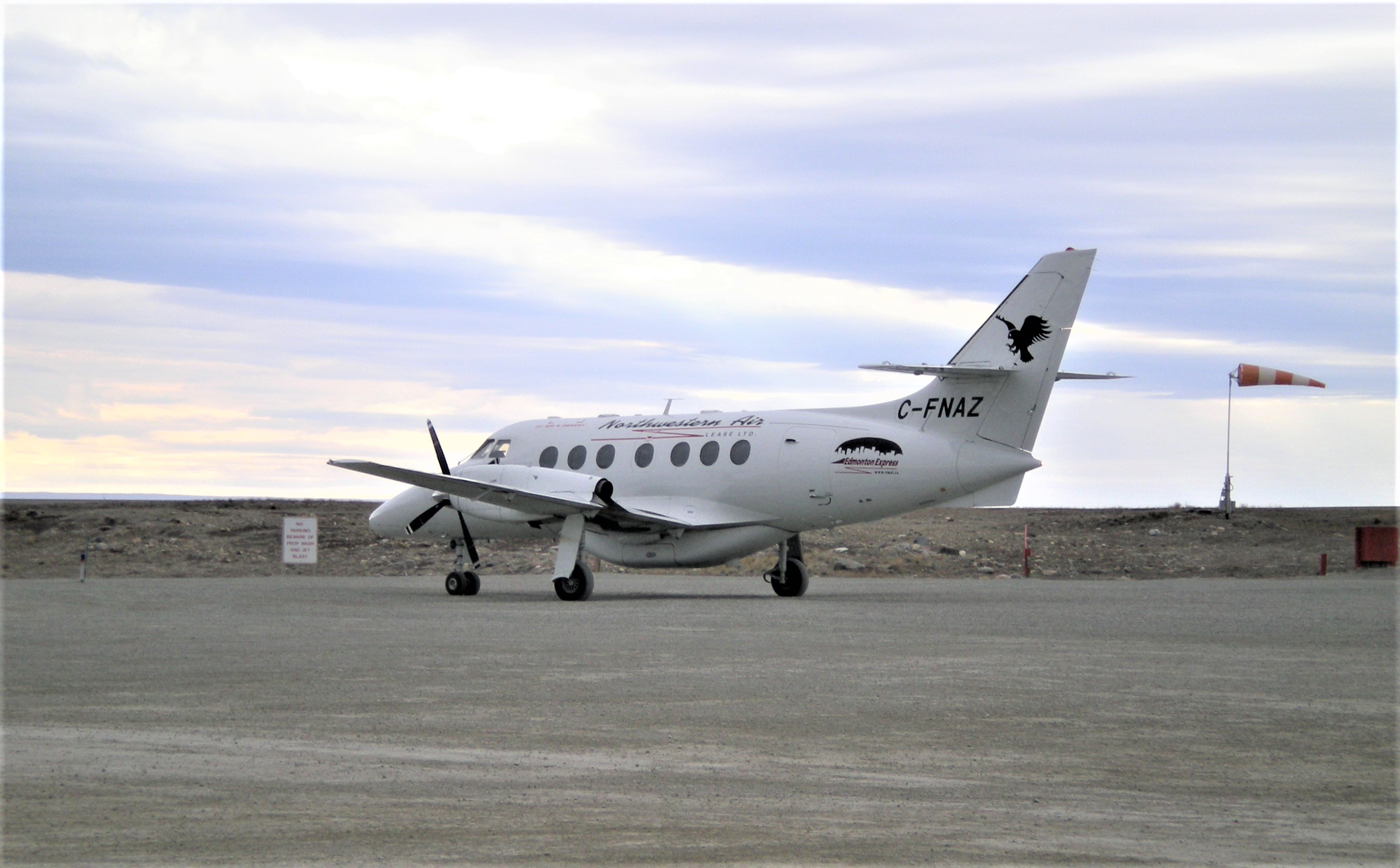
BAe Jetstream 31 (реєстраційний номер C-FNAZ) в аеропорту Кеймбрідж-Бей

Станом на березень 2009 року повітряний флот авіакомпанії Northwestern Air становили такі літаки:
- 3 × BAe Jetstream 31
- 3 × BAe Jetstream 32
- 1 × Raytheon Beech B99

Виведені з експлуатації літаки
- Cessna 208 Caravan